# Napoca
Genre
Napoca est un genre d'araignées aranéomorphes de la famille des Salticidae.

## Distribution
Les espèces de ce genre se rencontrent en Palestine et en Espagne,.

## Liste des espèces
Selon World Spider Catalog (version 18.5, 03/10/2017) :
- Napoca constanzeae Logunov & Schäfer, 2017
- Napoca insignis (O. Pickard-Cambridge, 1872)

## Publication originale
- Simon, 1901 : Histoire naturelle des araignées. Paris, vol. 2, p. 381-668 (intégral).